# International Amateur Radio Union

Associações da IARU por região:
Região I
Região II
Região III

A International Amateur Radio Union - IARU (em português:  União Internacional de Radioamadores) é uma confederação internacional de associações de radioamadores fundada em 1925. Seu objetivo é representar os interesses dos radioamadores perante órgãos governamentais e organismos internacionais, como a União Internacional de Telecomunicações.
A IARU organiza todos os anos o campeonato mundial de rádio-orientação, sendo uma das maiores competições desta modalidade em todo o mundo.
No Brasil, sua afiliada é a Liga de Amadores Brasileiros de Rádio Emissão.